# AFC Wimbledon Women
AFC Wimbledon Women är ett engelskt damlag i fotboll. Säsongen 2015/2016 vann klubben London and South East Women's Regional Football League och blev därmed uppflyttade till Women's Premier League Division One, som är på på nivå fyra i Englands seriepyramid för damfotboll.
Lagets föregångare, Wimbledon LFC, var också framgångsrika och vann bland annat FA Women's Cup 1985 och FA Women's Premier League Cup 1995.